# Carin Wirsén
Carin Wirsén, född 7 juli 1943 i Hudiksvall, är en svensk författare.

## Biografi
Carin Wirsén är speciallärare och författare till bland annat "Rut & Knut"-böckerna. Hon har skrivit såväl pekböcker för de minsta som bilderböcker för de lite större. Hon är utgiven av Bonnier Carlsen och Rabén och Sjögren samt har även skrivit pedagogiskt material för Bonnier Utbildning. För Utbildningsradion har Wirsén skrivit radiodramatik för barn och konsulterat UR:s redaktion i pedagogik.
Hon har vunnit Expressens Heffaklump för "Supershow med Rut och Knut". 2014 var hon den utvalda författaren på Barnkörveckan på Fårö.

### Alma och Egon
- Hemliga nyckeln
- Kidnappad!
- Vem busringer?
- Ensamma hunden
- Glassmaskinen
- Häxläxa
- Vem lurar vem?

### Barnboksserie – Brokiga
- En liten skär och alla bråkiga brokiga
- En liten skär och alla tvärtemotiga brokiga
- En liten skär och alla ruskigt rysliga brokiga
- En liten skär och alla bråkiga bokstäver
- Var är liten skär och alla små brokiga?

### Barnboksserie – Rut och Knut
- Rut och Knut lagar mat Rut och Knut ställer ut
- Rut och Knut gräver ut
- Rut och Knut klär ut sig
- Rut och Knut börjar träna
- Rut och Knut och lilla Tjut
- ABC med Rut och Knut
- Lilla ABC med Rut och Knut
- Supershow med Rut och Knut

## Priser och utmärkelser
- 2007 - Expressens Heffaklump